# Semiothisa tunesiella
Semiothisa tunesiella là một loài bướm đêm trong họ Geometridae.